# Isidro Rovira
Isidro Rovira Tuset (Granollers, Barcelona, 15 de julio de 1916 — ib., 20 de julio de 1987) fue un futbolista que jugaba en la demarcación de centrocampista.

## Biografía
Isidro Rovira debutó como futbolista en 1931 en el E. C. Granollers a los quince años de edad tras formarse en el Peña Rapid. Durante su etapa en el club ganó el Campeonato de Cataluña de segunda categoría en tres ocasiones. Ya en 1939, al finalizar la Guerra Civil Española, fichó por el R. C. D. Español, con el que ganó la Copa del Rey en 1940. Tras un breve paso por el Real Madrid C. F., volvió al Español, donde permaneció dos años más y marcó su único gol como futbolista. Posteriormente jugó para el R. C. D. Mallorca y finalmente para el Levante U. D., donde finalizó su carrera futbolística a los 33 años de edad.
Falleció el 20 de julio de 1987 en su ciudad natal, Granollers, a los setenta y un años de edad.

## Selección nacional
Disputó dos encuentros con la selección de fútbol de España, ambos contra Portugal. El primero en enero de 1941 en Lisboa, partido que finalizó con un resultado de 2-2. El segundo y último partido con la selección lo disputó dos meses después, esta vez en Bilbao, donde ganó la selección española por 5-1.

## Clubes
| Club              | País   | Año       | Partidos | Goles |
| ----------------- | ------ | --------- | -------- | ----- |
| E. C. Granollers  | España | 1931-1939 | ¿?       | ¿?    |
| R. C. D. Español  | España | 1939-1942 | 61       | 0     |
| Real Madrid C. F. | España | 1942-1943 | 12       | 0     |
| R. C. D. Español  | España | 1943-1945 | 22       | 1     |
| R. C. D. Mallorca | España | 1945-1948 | 58       | 1     |
| Levante U. D.     | España | 1948-1949 | 5        | 0     |

## Palmarés

### Campeonatos nacionales
| Título       | Club             | País   | Año  |
| ------------ | ---------------- | ------ | ---- |
| Copa del Rey | R. C. D. Español | España | 1940 |

### Campeonatos regionales
| Título                                      | Club              | País   | Año  |
| ------------------------------------------- | ----------------- | ------ | ---- |
| Campeonato de Cataluña de segunda categoría | E. C. Granollers  | España | 1933 |
| Campeonato de Cataluña de segunda categoría | E. C. Granollers  | España | 1935 |
| Campeonato de Cataluña de segunda categoría | E. C. Granollers  | España | 1936 |
| Campeonato de Cataluña de fútbol            | R. C. D. Español  | España | 1937 |
| Campeonato de Cataluña de fútbol            | R. C. D. Español  | España | 1940 |
| Copa Federación Centro                      | Real Madrid C. F. | España | 1943 |